# FC Slavoj Kladno
FC Slavoj Kladno je kladenský fotbalový klub z městské části Kročehlavy, založený v roce 1919. Klubové barvy jsou (kladenské) modrá a bílá, hřiště je za železničním přejezdem u vlakového nádraží. V Okrese Kladno hraje ve skupině A III. třídy. Jako FK Lokomotiva Kladno hrál v letech 1992–1996 Českou fotbalovou ligu, kde byl v sezoně 1993/94 na 10. místě.

## Historie
- 1919–1920 SK Železničních zřízenců Kladno
- 1920–1950 SK Slavoj Kladno
- 1950–1993 TJ Lokomotiva Kladno
- 1993–1997 FK Lokomotiva Kladno
- 1997– FC Slavoj Kladno

## Sportovní úspěchy
V roce 1973 vyhrál klub Přebor Středočeského kraje a postoupil do Divize, kde byl pět let a znovu postoupil v roce 1984. V roce 1992 se klub dostal i do České fotbalové ligy, kde se udržel až do roku 1996, kdy začal jeho postupný, dvanáct let trvající sestup v soutěžích přes Divizi, Krajský přebor, a dále v letech 2004–2008 z I. A třídy Středočeského kraje o tři úrovně níž do III. třídy okresu Kladno. Až v roce 2020 zde byl po dvanácti zápasech na prvním místě tabulky mezi třinácti kluby ve skupině A. V ročníků 21/22 se klub po covidovém období konečně propracoval do kladenského Okresního Přeboru. Ten hned na první možnost v roce 2023 vyhrál, a klub se po dlouhých 16. letech vrací do krajských fotbalových vod. 
- 1972/1973: 1. místo v Přeboru Středočeského kraje
- 1975/1976: 8. místo v Divizi
- 1983/1984: postup z Přeboru Středočeského kraje
- 1991/1992: 1. místo v Divizi
- 1993/1994: 10. místo v České fotbalové lize
- 1995: 1:0 v derby s SK Kladno před tisícovkou diváků na domácím hřišti
- 2020: po 13 zápasech průběžně na první příčce III. třídy okresu Kladno - sk.A
- 2022: Vítěz III. třídy okresu Kladno - sk.A
- 2023 Vítěz Okresního přeboru Kladno

### Umístění v jednotlivých sezonách
Stručný přehled
Zdroj: 
- –1971: I. A třída Středočeského kraje
- 1971–1973: Středočeský krajský přebor
- 1973–1978: Divize B
- 1978–1984: Středočeský krajský přebor
- 1984–1992: Divize B
- 1992–1996: Česká fotbalová liga
- 1996–1997: Divize C
- 1997–1999: Divize B
- 1999–2000: Středočeský oblastní přebor
- 2000–2001: I. A třída Středočeské oblasti – sk. A
- 2001–2002: Středočeský oblastní přebor
- 2002–2003: Přebor Středočeského kraje
- 2003–2004: I. A třída Středočeského kraje – sk. A
- 2004–2007: I. B třída Středočeského kraje – sk. A
- 2007–2008: Okresní přebor Kladenska
- 2008–2023: Okresní soutěž Kladenska – sk. A
- 2023–2025: I. B třída Středočeského kraje – sk. A

Jednotlivé ročníky
Zdroj: 
Legenda: Z – zápasy, V – výhry, R – remízy, P – porážky, VG – vstřelené góly, OG – obdržené góly, +/− – rozdíl skóre, B – body, červené podbarvení – sestup, zelené podbarvení – postup, fialové podbarvení – reorganizace, změna skupiny či soutěže
| Československo (1919 – 1938)             |                                                                                  |                                                                                  |                                                                                  |                                                                                  |                                                                                  |                                                                                  |                                                                                  |                                                                                  |                                                                                  |                                                                                  |                                                                                  |
| Sezóny                                   | Liga                                                                             | Úroveň                                                                           | Z                                                                                | V                                                                                | R                                                                                | P                                                                                | VG                                                                               | OG                                                                               | +/-                                                                              | B                                                                                | Pozice                                                                           |
| ...                                      |                                                                                  |                                                                                  |                                                                                  |                                                                                  |                                                                                  |                                                                                  |                                                                                  |                                                                                  |                                                                                  |                                                                                  |                                                                                  |
| Protektorát Čechy a Morava (1939 – 1944) |                                                                                  |                                                                                  |                                                                                  |                                                                                  |                                                                                  |                                                                                  |                                                                                  |                                                                                  |                                                                                  |                                                                                  |                                                                                  |
| Sezóna                                   | Liga                                                                             | Úroveň                                                                           | Z                                                                                | V                                                                                | R                                                                                | P                                                                                | VG                                                                               | OG                                                                               | +/-                                                                              | B                                                                                | Pozice                                                                           |
| ...                                      |                                                                                  |                                                                                  |                                                                                  |                                                                                  |                                                                                  |                                                                                  |                                                                                  |                                                                                  |                                                                                  |                                                                                  |                                                                                  |
| 1944/45                                  | Fotbalová liga se nehrála z důvodu postupu válečné fronty na území protektorátu. | Fotbalová liga se nehrála z důvodu postupu válečné fronty na území protektorátu. | Fotbalová liga se nehrála z důvodu postupu válečné fronty na území protektorátu. | Fotbalová liga se nehrála z důvodu postupu válečné fronty na území protektorátu. | Fotbalová liga se nehrála z důvodu postupu válečné fronty na území protektorátu. | Fotbalová liga se nehrála z důvodu postupu válečné fronty na území protektorátu. | Fotbalová liga se nehrála z důvodu postupu válečné fronty na území protektorátu. | Fotbalová liga se nehrála z důvodu postupu válečné fronty na území protektorátu. | Fotbalová liga se nehrála z důvodu postupu válečné fronty na území protektorátu. | Fotbalová liga se nehrála z důvodu postupu válečné fronty na území protektorátu. | Fotbalová liga se nehrála z důvodu postupu válečné fronty na území protektorátu. |
| Československo (1945 – 1993)             |                                                                                  |                                                                                  |                                                                                  |                                                                                  |                                                                                  |                                                                                  |                                                                                  |                                                                                  |                                                                                  |                                                                                  |                                                                                  |
| Sezóna                                   | Liga                                                                             | Úroveň                                                                           | Z                                                                                | V                                                                                | R                                                                                | P                                                                                | VG                                                                               | OG                                                                               | +/−                                                                              | B                                                                                | Pozice                                                                           |
| ...                                      |                                                                                  |                                                                                  |                                                                                  |                                                                                  |                                                                                  |                                                                                  |                                                                                  |                                                                                  |                                                                                  |                                                                                  |                                                                                  |
| 1970/71                                  | I. A třída Středočeského kraje                                                   | 6                                                                                |                                                                                  |                                                                                  |                                                                                  |                                                                                  |                                                                                  |                                                                                  |                                                                                  | ?                                                                                | ?.                                                                               |
| 1971/1972                                | Středočeský krajský přebor                                                       | 5                                                                                | 26                                                                               | 13                                                                               | 5                                                                                | 8                                                                                | 52                                                                               | 46                                                                               | +6                                                                               | 31                                                                               | 3.                                                                               |
| 1972/1973                                | Středočeský krajský přebor                                                       | 5                                                                                | 30                                                                               | 16                                                                               | 7                                                                                | 7                                                                                | 54                                                                               | 34                                                                               | +20                                                                              | 39                                                                               | 1.                                                                               |
| 1973/1974                                | Divize B                                                                         | 4                                                                                | 26                                                                               | 10                                                                               | 3                                                                                | 13                                                                               | 29                                                                               | 35                                                                               | −6                                                                               | 23                                                                               | 10.                                                                              |
| 1974/1975                                | Divize B                                                                         | 4                                                                                | 26                                                                               | 7                                                                                | 6                                                                                | 13                                                                               | 26                                                                               | 38                                                                               | −12                                                                              | 20                                                                               | 12.                                                                              |
| 1975/1976                                | Divize B                                                                         | 4                                                                                | 26                                                                               | 8                                                                                | 9                                                                                | 9                                                                                | 25                                                                               | 35                                                                               | −10                                                                              | 25                                                                               | 8.                                                                               |
| 1976/1977                                | Divize B                                                                         | 4                                                                                | 26                                                                               | 4                                                                                | 8                                                                                | 14                                                                               | 18                                                                               | 47                                                                               | −29                                                                              | 16                                                                               | 13.                                                                              |
| 1977/1978                                | Divize B                                                                         | 3                                                                                | 30                                                                               | 8                                                                                | 4                                                                                | 18                                                                               | 21                                                                               | 55                                                                               | −34                                                                              | 20                                                                               | 15.                                                                              |
| 1978/1979                                | Středočeský krajský přebor                                                       | 4                                                                                | 30                                                                               | 12                                                                               | 8                                                                                | 10                                                                               | 37                                                                               | 36                                                                               | +1                                                                               | 32                                                                               | 5.                                                                               |
| 1979/1980                                | Středočeský krajský přebor                                                       | 4                                                                                |                                                                                  |                                                                                  |                                                                                  |                                                                                  |                                                                                  |                                                                                  |                                                                                  |                                                                                  | ?                                                                                |
| 1980/1981                                | Středočeský krajský přebor ?                                                     | 4                                                                                |                                                                                  |                                                                                  |                                                                                  |                                                                                  |                                                                                  |                                                                                  |                                                                                  |                                                                                  | ?                                                                                |
| 1981/1982                                | Středočeský krajský přebor ?                                                     | 5                                                                                |                                                                                  |                                                                                  |                                                                                  |                                                                                  |                                                                                  |                                                                                  |                                                                                  |                                                                                  | ?                                                                                |
| 1982/1983                                | Středočeský krajský přebor ?                                                     | 5                                                                                |                                                                                  |                                                                                  |                                                                                  |                                                                                  |                                                                                  |                                                                                  |                                                                                  |                                                                                  | ?                                                                                |
| 1983/1984                                | Středočeský krajský přebor                                                       | 5                                                                                |                                                                                  |                                                                                  |                                                                                  |                                                                                  |                                                                                  |                                                                                  |                                                                                  |                                                                                  | ?.                                                                               |
| 1984/1985                                | Divize B                                                                         | 4                                                                                | 30                                                                               | 9                                                                                | 8                                                                                | 13                                                                               | 40                                                                               | 52                                                                               | −12                                                                              | 26                                                                               | 15.                                                                              |
| 1985/1986                                | Divize B                                                                         | 4                                                                                | 30                                                                               | 9                                                                                | 8                                                                                | 13                                                                               | 36                                                                               | 49                                                                               | −13                                                                              | 26                                                                               | 12.                                                                              |
| 1986/1987                                | Divize B                                                                         | 4                                                                                | 30                                                                               | 13                                                                               | 6                                                                                | 11                                                                               | 45                                                                               | 48                                                                               | −3                                                                               | 32                                                                               | 7.                                                                               |
| 1987/1988                                | Divize B                                                                         | 4                                                                                | 30                                                                               | 13                                                                               | 3                                                                                | 14                                                                               | 35                                                                               | 37                                                                               | −2                                                                               | 29                                                                               | 9.                                                                               |
| 1988/1989                                | Divize B                                                                         | 4                                                                                | 30                                                                               | 12                                                                               | 3                                                                                | 15                                                                               | 36                                                                               | 53                                                                               | −17                                                                              | 27                                                                               | 13.                                                                              |
| 1989/1990                                | Divize B                                                                         | 4                                                                                | 30                                                                               | 13                                                                               | 7                                                                                | 10                                                                               | 42                                                                               | 40                                                                               | +2                                                                               | 33                                                                               | 8.                                                                               |
| 1990/1991                                | Divize B                                                                         | 4                                                                                | 30                                                                               | 10                                                                               | 8                                                                                | 12                                                                               | 43                                                                               | 47                                                                               | −4                                                                               | 28                                                                               | 11.                                                                              |
| 1991/1992                                | Divize B                                                                         | 4                                                                                | 30                                                                               | 20                                                                               | 4                                                                                | 6                                                                                | 67                                                                               | 28                                                                               | +39                                                                              | 44                                                                               | 1.                                                                               |
| 1992/1993                                | Česká fotbalová liga                                                             | 3                                                                                | 34                                                                               | 9                                                                                | 11                                                                               | 14                                                                               | 34                                                                               | 59                                                                               | −25                                                                              | 29                                                                               | 12.                                                                              |
| Česko (1993 – )                          |                                                                                  |                                                                                  |                                                                                  |                                                                                  |                                                                                  |                                                                                  |                                                                                  |                                                                                  |                                                                                  |                                                                                  |                                                                                  |
| Sezóny                                   | Liga                                                                             | Úroveň                                                                           | Z                                                                                | V                                                                                | R                                                                                | P                                                                                | VG                                                                               | OG                                                                               | +/−                                                                              | B                                                                                | Pozice                                                                           |
| 1993/1994                                | Česká fotbalová liga                                                             | 3                                                                                | 34                                                                               | 9                                                                                | 13                                                                               | 12                                                                               | 37                                                                               | 47                                                                               | −10                                                                              | 31                                                                               | 10.                                                                              |
| 1994/1995                                | Česká fotbalová liga                                                             | 3                                                                                | 34                                                                               | 13                                                                               | 6                                                                                | 15                                                                               | 44                                                                               | 48                                                                               | −4                                                                               | 31                                                                               | 11.                                                                              |
| 1995/1996                                | Česká fotbalová liga                                                             | 3                                                                                | 34                                                                               | 7                                                                                | 5                                                                                | 22                                                                               | 36                                                                               | 91                                                                               | −55                                                                              | 26                                                                               | 16.                                                                              |
| 1996/1997                                | Divize C                                                                         | 4                                                                                | 30                                                                               | 5                                                                                | 5                                                                                | 20                                                                               | 28                                                                               | 70                                                                               | −42                                                                              | 20                                                                               | 14.                                                                              |
| 1997/1998                                | Divize B                                                                         | 4                                                                                | 30                                                                               | 12                                                                               | 5                                                                                | 13                                                                               | 54                                                                               | 51                                                                               | +3                                                                               | 41                                                                               | 9.                                                                               |
| 1998/1999                                | Divize B                                                                         | 4                                                                                | 28                                                                               | 6                                                                                | 4                                                                                | 18                                                                               | 23                                                                               | 69                                                                               | −46                                                                              | 22                                                                               | 15.                                                                              |
| 1999/2000                                | Středočeský oblastní přebor                                                      | 5                                                                                | 30                                                                               | 8                                                                                | 5                                                                                | 17                                                                               | 36                                                                               | 63                                                                               | −27                                                                              | 29                                                                               | 15.                                                                              |
| 2000/2001                                | I. A třída Středočeské oblasti – sk. A                                           | 6                                                                                | 26                                                                               | ...                                                                              | ...                                                                              | ...                                                                              | ...                                                                              | ...                                                                              | ...                                                                              |                                                                                  |                                                                                  |
| 2001/2002                                | Středočeský oblastní přebor                                                      | 5                                                                                | 30                                                                               | 8                                                                                | 5                                                                                | 17                                                                               | 41                                                                               | 62                                                                               | −21                                                                              | 29                                                                               | 14.                                                                              |
| 2002/2003                                | Přebor Středočeského kraje                                                       | 5                                                                                | 30                                                                               | 7                                                                                | 5                                                                                | 18                                                                               | 41                                                                               | 65                                                                               | −24                                                                              | 26                                                                               | 14.                                                                              |
| 2003/2004                                | I. A třída Středočeského kraje – sk. A                                           | 6                                                                                | 26                                                                               | 2                                                                                | 6                                                                                | 18                                                                               | 32                                                                               | 98                                                                               | -66                                                                              | 12                                                                               | 13.                                                                              |
| 2004/2005                                | I. B třída Středočeského kraje – sk. A                                           | 7                                                                                | 26                                                                               | 11                                                                               | 1                                                                                | 4                                                                                | 52                                                                               | 59                                                                               | -7                                                                               | 34                                                                               | 6.                                                                               |
| 2005/2006                                | I. B třída Středočeského kraje – sk. A                                           | 7                                                                                | 26                                                                               | 13                                                                               | 2                                                                                | 11                                                                               | 60                                                                               | 44                                                                               | 16                                                                               | 41                                                                               | 6.                                                                               |
| 2006/2007                                | I. B třída Středočeského kraje – sk. A                                           | 7                                                                                | 26                                                                               | 6                                                                                | 6                                                                                | 14                                                                               | 38                                                                               | 47                                                                               | -9                                                                               | 24                                                                               | 13.                                                                              |
| 2007/2008                                | Okresní přebor Kladenska                                                         | 8                                                                                | 26                                                                               | 3                                                                                | 1                                                                                | 22                                                                               | 29                                                                               | 100                                                                              | -71                                                                              | 10                                                                               | 14.                                                                              |
| 2008/2009                                | Okresní soutěž Kladenska – sk. A                                                 | 9                                                                                | 26                                                                               | 11                                                                               | 6                                                                                | 7                                                                                | 63                                                                               | 48                                                                               | 15                                                                               | 39                                                                               | 4.                                                                               |
| 2009/2010                                | Okresní soutěž Kladenska – sk. A                                                 | 9                                                                                | 26                                                                               | 11                                                                               | 4                                                                                | 11                                                                               | 64                                                                               | 55                                                                               | 9                                                                                | 37                                                                               | 6.                                                                               |
| 2010/2011                                | Okresní soutěž Kladenska – sk. A                                                 | 9                                                                                | 26                                                                               | 8                                                                                | 3                                                                                | 15                                                                               | 46                                                                               | 55                                                                               | -9                                                                               | 27                                                                               | 10.                                                                              |
| 2011/2012                                | Okresní soutěž Kladenska – sk. A                                                 | 9                                                                                | 26                                                                               | 9                                                                                | 4                                                                                | 13                                                                               | 47                                                                               | 56                                                                               | -9                                                                               | 31                                                                               | 11.                                                                              |
| 2012/2013                                | Okresní soutěž Kladenska – sk. A                                                 | 9                                                                                | 26                                                                               | 14                                                                               | 5                                                                                | 7                                                                                | 72                                                                               | 51                                                                               | 21                                                                               | 47                                                                               | 4.                                                                               |
| 2013/2014                                | Okresní soutěž Kladenska – sk. A                                                 | 9                                                                                | 26                                                                               | 11                                                                               | 5                                                                                | 10                                                                               | 72                                                                               | 66                                                                               | 6                                                                                | 40                                                                               | 7.                                                                               |
| 2014/2015                                | Okresní soutěž Kladenska – sk. A                                                 | 9                                                                                | 24                                                                               | 9                                                                                | 2                                                                                | 13                                                                               | 49                                                                               | 79                                                                               | -30                                                                              | 30                                                                               | 10.                                                                              |
| 2015/2016                                | Okresní soutěž Kladenska – sk. A                                                 | 9                                                                                | 26                                                                               | 7                                                                                | 6                                                                                | 13                                                                               | 48                                                                               | 64                                                                               | -16                                                                              | 31                                                                               | 11.                                                                              |
| 2016/2017                                | Okresní soutěž Kladenska – sk. A                                                 | 9                                                                                | 26                                                                               | 15                                                                               | 1                                                                                | 10                                                                               | 73                                                                               | 77                                                                               | -4                                                                               | 47                                                                               | 6.                                                                               |
| 2017/2018                                | Okresní soutěž Kladenska – sk. A                                                 | 9                                                                                | 26                                                                               | 13                                                                               | 3                                                                                | 10                                                                               | 61                                                                               | 69                                                                               | -8                                                                               | 42                                                                               | 6.                                                                               |
| 2018/2019                                | Okresní soutěž Kladenska – sk. A                                                 | 9                                                                                | 26                                                                               | 9                                                                                | 3                                                                                | 14                                                                               | 60                                                                               | 94                                                                               | -34                                                                              | 31                                                                               | 10.                                                                              |
| 2019/2020                                | Okresní soutěž Kladenska – sk. A                                                 | 9                                                                                | 12                                                                               | 9                                                                                | 3                                                                                | 0                                                                                | 58                                                                               | 16                                                                               | +42                                                                              | 32                                                                               | 1.                                                                               |
| 2020/2021                                | Okresní soutěž Kladenska – sk. A                                                 | 9                                                                                | 6                                                                                | 5                                                                                | 1                                                                                | 0                                                                                | 40                                                                               | 7                                                                                | +33                                                                              | 16                                                                               | 2.                                                                               |
| 2021/2022                                | Okresní soutěž Kladenska – sk. A                                                 | 9                                                                                | 22                                                                               | 18                                                                               | 2                                                                                | 2                                                                                | 116                                                                              | 32                                                                               | +84                                                                              | 57                                                                               | 1.                                                                               |
| 2022/2023                                | Okresní přebor Kladenska                                                         | 8                                                                                | 26                                                                               | 19                                                                               | 2                                                                                | 5                                                                                | 111                                                                              | 48                                                                               | +63                                                                              | 61                                                                               | 1.                                                                               |
| 2023/2024                                | I. B třída Středočeského kraje – sk. A                                           | 7                                                                                | 26                                                                               | 12                                                                               | 2                                                                                | 12                                                                               | 55                                                                               | 62                                                                               | -7                                                                               | 38                                                                               | 9.                                                                               |
| 2024/2025                                | I. B třída Středočeského kraje – sk. A                                           | 7                                                                                | 26                                                                               | 1                                                                                | 3                                                                                | 22                                                                               | 29                                                                               | 118                                                                              | -89                                                                              | 6                                                                                | 14.                                                                              |

- v roce 1984 postoupil také TJ Kaučuk Kralupy nad Vltavou

## Osobnosti klubu
hráči
František Bragagnolo, Pavel Drsek, Pavel Kouba, Vladimír Poupa
trenéři
Antonín Erlebach, Miroslav Isteník, Jiří Nos, Karel Přenosil, Jaroslav Vejvoda, Petr Kovář a Tomáš Abrham, Tomáš Egrmaier